# توم وليامز (لاعب كرة قدم أمريكية)
توم وليامز (بالإنجليزية: Tom Williams)‏ هو لاعب كرة قدم أمريكية أمريكي، ولد في 22 ديسمبر 1969 في فورت وورث في الولايات المتحدة.